# Извилинка (село)
Изви́линка — село в Чугуевском муниципальном районе Приморского края России.

## География
Село находится на правый берегах рек Уссури и Извилинка, на расстоянии примерно 60 км (через сёла Соколовка и Булыга-Фадеево) к юго-востоку от села Чугуевка, административного центра района.
К востоку от Извилинки находится село Берёзовка (вверх по Извилинке), к юго-западу — Верхняя Бреевка (вверх по Уссури). Между сёлами Извилинка и Верхняя Бреевка находится заброшенная (нежилая) деревня Нижняя Бреевка.

## Население
| 1915 | 2002 | 2006 | 2010 |
| ---- | ---- | ---- | ---- |
| 151  | ↘39  | ↘22  | ↘21  |

## Улицы
В селе имеется одна улица: Центральная.

## Экономика
- Предприятия по заготовке леса.
- Жители занимаются сельским хозяйством.